# Ingrid Stein
Ingrid Stein (* 1942, nach anderen Angaben 1940; † vermutlich Februar 2020) war eine deutsche Schauspielerin.

## Leben
Ingrid Stein erhielt ihre Schauspielausbildung an der Folkwangschule in Essen. Sie hatte Theaterengagements u. a. in Köln, Krefeld, Düsseldorf und Frankfurt am Main.
Ab 1973 war sie bis Anfang der 80er Jahre (Spielzeit 1981/82) festes Ensemblemitglied am Rheinischen Landestheater Neuss.
In der Theatersaison 1983/84 war sie mit Mutter Courage und ihre Kinder in einer Produktion der „Münchner Schauspielbühne“ (Regie: Wolfgang Liebeneiner) als Lagerhure Yvette Pottier an der Seite von Hilde Krahl (Mutter Courage) auf Deutschland-Tournee.  Mit einer Romeo und Julia-Inszenierung des Theaterunternehmens „Das Ensemble“ (Leitung: Peter Jacob/Ellen Schwiers) war sie in den 1980er Jahren, teilweise gemeinsam mit ihrem Mann und ihrem Sohn als Bühnenkollegen, wiederholt auf Tournee.
Ab der Spielzeit 1986/87 war sie bis zum Ende der Spielzeit 1989/90 für vier Spielzeiten an den Hamburger Kammerspielen engagiert. In der Theatersaison 1988/89 war sie außerdem wieder bei der „Münchner Schauspielbühne“ engagiert.
Mehrfach spielte sie auch am Kölner Millowitsch-Theater, u. a. in der Spielzeit 1987/88 als Partnerin von Willy Millowitsch in dem Schwank Der wahre Jakob von Franz Arnold und Ernst Bach. In der Spielzeit 1989/90 war sie für einen Teil der Spielzeit an der Landesbühne Niedersachsen Nord verpflichtet. In der Spielzeit 1990/91 gastierte sie am Contra-Kreis-Theater in Bonn mit Britta Schmeling und Jochen Schroeder als Partnern in der Boulevardkomödie Schon vor der Hochzeit.
Ab der Spielzeit 1992/93 trat sie regelmäßig am Ernst-Deutsch-Theater in Hamburg auf. In der Spielzeit 1992/93 spielte sie am Ernst-Deutsch-Theater in Rolf Hochhuths Bühnenstück Wessis in Weimar in einer für das Hamburger „Tournee-Theater Greve“ entstandenen Bühnenfassung, mit der sie anschließend in der Spielzeit 1993/94 auch auf Deutschland-Tournee ging.
Von 1993 bis 1996 trat sie bei den Burgfestspielen Jagsthausen auf. In der Spielzeit 1995/96 war sie am Theater Lüneburg teilverpflichtet. 1999 war sie mit dem Ohnsorg-Boulevardstück Frauen sind stark! von Horst Pillau gemeinsam mit Folker Bohnet auf einer Tournee durch Norddeutschland. 2005 übernahm sie am Theater Lüneburg die Rolle der Fürstin Anhilte in einer Neuinszenierung der Operette Die Csárdásfürstin.
Erst relativ spät kam Stein, die zuvor ausschließlich als Theaterschauspielerin gearbeitet hatte, zum Fernsehen.
In der RTL-Sitcom Corinna (1995), einer Adaption der in den USA außerordentlich erfolgreichen Sitcom Maude mit Bea Arthur in der Hauptrolle, verkörperte Stein die dreifach geschiedene Titelfigur, eine Frau weit über 50, die nun mit ihrem vierten Ehemann und ihrem erwachsenen Sohn zusammenlebt. Eine durchgehende Serienrolle hatte sie von 2002 bis 2006 als Bertha Schatz, die Pächterin der Cafeteria, in der Sat.1-Fernsehserie SK Kölsch. Außerdem übernahm sie Nebenrollen in Fernsehfilmen (u. a. an der Seite von Mariele Millowitsch, Walter Sittler und Tilo Prückner) sowie Rollen in Krimireihen und Krimiserien wie Stubbe – Von Fall zu Fall (2009) und SOKO Wismar (2010, als Rentnerin, die Opfer eines „Enkeltricks“ wird).
Ingrid Stein arbeitete auch als Sprecherin für zahlreiche Kriminalhörspiele, u. a. in der Margaret-Rutherford-Edition und in der Hörspielserie um die Detektivin Mimi Rutherfurt, wo sie ab Folge 37 die Rolle von Gisela Fritsch übernahm.
Ingrid Stein war seit 1959 mit dem Schauspieler Günter Hörner verheiratet. Ihr gemeinsamer Sohn Oliver Hörner ist ebenfalls Schauspieler. Ingrid Stein lebte zuletzt in Schwarzenbek in der Nähe von Hamburg.

## Filmografie (Auswahl)
- 1982: Ab in den Süden (Fernsehfilm)
- 1992: Der keusche Lebemann (Theateraufzeichnung, Millowitsch-Theater)
- 1995: Corinna (Fernsehserie, 6 Folgen)
- 1997–2001: Lukas (Fernsehserie, 4 Folgen)
- 2001: Ein Zwilling zuviel (Fernsehfilm)
- 2002–2006: SK Kölsch (Fernsehserie, Serienrolle)
- 2009: Stubbe – Von Fall zu Fall: In den Nebel (Fernsehreihe)
- 2010: SOKO Wismar: Vor Anbruch der Nacht (Fernsehserie, eine Folge)
- 2010: Scheidung für Fortgeschrittene (Fernsehfilm)
- 2014: Die Dienstagsfrauen – Sieben Tage ohne (Fernsehfilm)

## Hörspiele (Auswahl)
- 2013:Tamta Melaschwili: Abzählen – Bearbeitung und Regie: Elisabeth Putz (Hörspielbearbeitung – NDR/ORF)